# Портрет Константина Христофоровича Бенкендорфа
«Портрет Константина Христофоровича Бенкендорфа» — картина Джорджа Доу и его мастерской из Военной галереи Зимнего дворца.
Картина представляет собой погрудный портрет генерал-лейтенанта Константина Христофоровича Бенкендорфа из состава Военной галереи Зимнего дворца.
Перед Отечественной войной 1812 года Бенкендорф состоял секретарём посольства в Неаполе и после начала вторжения Наполеона был из камергеров принят в кавалерию майором, состоял в летучем отряде Ф. Ф. Винцингероде, за боевые отличия произведён в подполковники. В Заграничном походе состоял в отряде А. И. Чернышёва и получил чин полковника, а после перехода через Рейн за отличие при штурме Суассона был произведён в генерал-майоры.
Изображён в генеральском мундире, введённом для кавалерийских генералов 6 апреля 1814 года. На груди слева звезда ордена Св. Анны 1-й степени; на шее крест ордена Св. Георгия 3-й степени, ниже под бортом мундира видны кресты орденов Св. Владимира 2-й степени и прусского Красного орла 2-й степени; справа серебряная медаль «В память Отечественной войны 1812 года» на Андреевской ленте, кресты шведского Военного ордена Меча 4-й степени и баварского Военного ордена Максимилиана Иосифа. Слева, чуть ниже эполета, подпись художника и неразборчивая дата: Geo Dawe RA Pinxt … С тыльной стороны картины надписи: Geo Dawe RA pinxt и Benkendorf. Подпись на раме: К. Х. Бенкендорфъ, Генералъ Маiор.
7 августа 1820 года Комитетом Главного Штаба по аттестации Бенкендорф был включён в список «генералов, находившихся в сражениях, не внесённых в списки для галереи, потому что в препровождениях к Комитету не находятся» и написание его портрета было оставлено на усмотрение императора Александра I, который 4 июня 1823 года приказал портрет написать. С 1820 года Бенкендорф значился чрезвычайным посланником в Вюртемберге и Бадене и постоянно проживал в Риге. В конце июля — начале августа 1823 года он приезжал в Санкт-Петербург и, вероятно, тогда позировал для портрета. Гонорар Доу был выплачен 27 ноября 1823 года и 19 мая 1824 года. Готовый портрет был принят в Эрмитаж 15 июня 1826 года. 17 апреля 1823 года К. Х. Бенкендорф был награждён орденом Св. Анны 1-й степени, а алмазные знаки к этому ордену он получил 16 февраля 1824 года; на портрете показана звезда этого ордена без алмазов, соответственно работу Доу следует датировать 1823 годом.
Старинная копия с галерейного портрета работы неизвестного художника принадлежала семье Бенкендорфов, после Октябрьской революции была национализирована и с 1919 года хранится в запасниках Эрмитажа (холст, масло; 70,5 × 61,5 см; инвентарный № ГЭ 5885). Хранитель британской живописи в Государственном Эрмитаже Е. П. Ренне отмечает крайне невысокое качество этой копии.